# سیستم لیگ فوتبال آلمان
سیستم لیگ فوتبال آلمان یا هرم لیگ، اشاره به سلسله مراتب و روند برگزاری لیگ‌های فوتبال در آلمان دارد. در فصل ۱۷–۲۰۱۶، ۳۱۶۴۵ تیم حرفه‌ای، نیمه حرفه‌ای و آماتور در ۱۳ سطح مختلف سیستم لیگ آلمان حضور داشتند.
سیستم لیگ فوتبال آلمان زیر نظر فدراسیون فوتبال آلمان قرار دارد و قوانین آن توسط سازمان لیگ فوتبال آلمان و پنج انجمن منطقه‌ای و ۲۱ انجمن ایالتی تعیین می‌شود.